# Ferhat Tunç
Ferhat Tunç   (Ovacık, 14 de març de 1964) és un músic kurd que viu exiliat a Alemanya.
Amb dotze anys va cantar per primer cop en un escenari. Amb setze anys, va seguir el seu pare a Alemanya. Va retornar a l'Estat turc el 1985 i va comprometre's a favor dels drets del poble kurd i de la democratització de Turquia. El seu disc Dersim-Kirmanciye Laments de 2012 assolí el número 9 al World Music Charts Europe.

## Processament judicial
El juny de 2012, va ser condemnat a dos anys de presó per càrrecs relacionats amb el terrorisme perquè durant un discurs a Dêrsim l'1 de maig de 2011, Tunç va dir: «us saludo amb l'esperit revolucionari de Deniz Gezmiş, Mahir Çayan i İbrahim Kaypakkaya», tots tres revolucionaris d'esquerres turcs. El 20 de desembre de 2012, la sentència es va convertir en la prohibició de parlar del mateix tema durant tres anys.
El 25 setembre de 2018 va ser sentenciat a 1 any, 11 mesos i 11 dies de presó per propaganda terrorista a favor de l'YPG, el PKK i la KCK, a causa de les seves publicacions a les xarxes socials durant els combats entre I'Estat Islàmic i els combatents kurds a Kobani el 2014 i 2015.
El març 2019 va declarar a Twitter que abandonava Turquia a causa de la persecució legal en contra d'ell per la qual cosa el tribunal penal de Diyarbakır va emetre una ordre de detenció contra l'artista.

## Discografia
- Kızılırmak (1982)[11]
- Bu Yürek Bu Sevda Var İken (1984)
- Vurgunum Hasretine (1986)
- Ay Joşığı Yana Yana (1987)
- Yaşam Direnmektir (1988)
- İstanbul Konserleri-1 (1988)
- Vuruldu (1989)
- Gül Vatan (1990)
- Ates Gibi (1991)
- İstanbul Konserleri-2 (1992)
- Firari Sevdam (1993)
- Özlemin Dağ Rüzgarı (1994)
- Kanı Susturun (1995)
- Kayıp (1997)
- Kavgamın Çiçeği (1999)
- Her Mevsim Bahardır (2000)
- Şarkılarım Tanıktır (2002)
- Nerdesin Ey Kardeşlik (2003)
- Sevmek Bir Eylemdir (2005)
- Ateşte Sınandık (2006)
- Çığlıklar Ülkesi (2009)
- Listen to the Banned (2010)
- Dersim-Kirmanciye Laments (2012)
- Kobanî (2016)